# Plegadis ridgwayi
O íbis da puna (Plegadis ridgwayi) é uma espécie de ave da família Threskiornithidae.
Pode ser encontrada nos seguintes países: Argentina, Bolívia, Chile e Peru.
Os seus habitats naturais são pântanos.